# A Hundred Million Suns
A Hundred Millions Suns è il quinto studio album della band alternative rock britannica Snow Patrol, pubblicato nel 2008.
Il disco è stato prodotto da Jacknife Lee che in precedenza aveva già lavorato con U2, R.E.M e Bloc Party.

## Tracce
1. If There's a Rocket Tie me to it
2. Crack the Shutters
3. Take Back the City
4. Lifeboats
5. The Golden Floor
6. Please Just Take These Photos From my Hands
7. Set Down Your Glass
8. The Planets Bend Between us
9. Engines
10. Disaster Button
11. The Lightning Strike